# Megatela erotyloides
Megatela erotyloides is een keversoort uit de familie lieveheersbeestjes (Coccinellidae). De wetenschappelijke naam van de soort is voor het eerst geldig gepubliceerd in 1906 door Weise.